# Common People
Common People è un brano musicale della band britannica Pulp, pubblicato nel 1995 come primo singolo estratto dall'album Different Class. Raggiunse la seconda posizione nella Official Singles Chart. 
Nel 2015, in un sondaggio tra i lettori della rivista statunitense Rolling Stone, è stata decretata miglior canzone Britpop, seguita da Don't Look Back in Anger degli Oasis.

## Il brano
La canzone parla di coloro che vengono percepiti dal cantautore come persone di ceto sociale benestante che vogliono a tutti i costi far parte della "gente comune" e che ritengono "chic" la povertà. Questo fenomeno è comunemente indicato come "turismo di classe". Gli autori del brano sono i membri della band Nick Banks, Jarvis Cocker, Candida Doyle, Steve Mackey e Russell Senior.

### Ispirazione
L'idea per il testo della canzone giunse a Jarvis Cocker prendendo spunto da una studentessa d'arte di nazionalità greca che il cantante dei Pulp aveva conosciuto quando frequentava il Central Saint Martins College of Art and Design nel 1988.
Nel corso di un'intervista del 2012 su BBC Radio 5 Live, Cocker raccontò di aver fatto una chiacchierata con la ragazza al bar della scuola ma, nonostante fosse fisicamente attratto da lei, trovò alcuni aspetti del suo carattere irritanti. Ricordò che a metà della conversazione, lei gli disse, con un certo tono snobistico, di volersi trasferire a Hackney (un sobborgo di Londra) per vivere come le "persone comuni". Cocker utilizzò questa frase come punto di partenza per scrivere una canzone enfatizzando un po' i toni per ottenere un miglior effetto drammatico.
Nel maggio 2015, il settimanale greco Athens Voice suggerì che la ragazza citata nella canzone fosse da identificarsi con Danae Stratou, moglie di Yanis Varoufakis, ex ministro del governo greco. La signora Stratou aveva effettivamente frequentato il St. Martins tra il 1983 e il 1988. Cocker non ha mai né confermato né smentito la notizia.

### Composizione
Cocker abbozzò la prima versione del pezzo su una piccola tastiera Casiotone MT-500 da lui acquistata in un negozio a Notting Hill. Fin da subito pensò che la melodia "fosse abbastanza orecchiabile", ma non stette a rifletterci troppo sopra. Quando la fece ascoltare agli altri componenti del gruppo, molti di loro non furono granché entusiasti: Steve Mackey disse che la canzone gli ricordava troppo Fanfare for the Common Man degli Emerson, Lake & Palmer. Candida Doyle fu l'unica a notare il potenziale del brano, e disse che sarebbe potuto essere un singolo di successo. Quindi Cocker scrisse il testo ispirandosi a sue esperienze personali. La canzone venne eseguita in pubblico per la prima volta al Reading Festival dell'agosto 1994.

## Tracce
7" vinile giallo
- Data pubblicazione: Novembre 1996

1. Common People (7" Edit) – 4:08
2. Underwear – 4:05

12" vinile
1. Common People (Full Length Version) – 5:51
2. Underwear – 4:05
3. Common People (Motiv 8 Club Mix) – 7:50
4. Common People (Vocoda Mix) – 6:18

CD single 1 / Cassetta
1. Common People (Full Length Version) – 5:51
2. Underwear – 4:05
3. Common People (7" Edit) – 4:08

## Formazione
- Jarvis Cocker: Voce, organo, chitarra acustica
- Candida Doyle: Sintetizzatore
- Mark Webber: Chitarre elettriche
- Steve Mackey: Basso
- Russell Senior: Violino
- Anne Dudley: Piano
- Chris Thomas: Stilofono
- Nick Banks: Batteria, tamburello